# Thargelion (Tierra Media)
En el universo imaginario de J. R. R. Tolkien, Thargelion es la vasta región ubicada entre las Ered Luin al este y el río Gelion al oeste y entre el monte Rerir al norte, de donde nacía uno de los brazos del Gelion, y el río Ascar, que nacía en el Monte Dolmed, al sur. 
Targelion significaba en la lengua sindarin «tierra de más allá del Gelion»; también llamada Dor Caranthir, puesto que allí estableció su morada Caranthir a orillas del lago Helevorn. Los elfos grises la llamaban Talath Rhúnen, el «valle oriental». 
Allí se estableció también la segunda hueste de los edain, los Haladin, pero fueron atacados por los orcos enviados por Morgoth través de las Ered Luin para burlar el cerco de la Frontera de Maedhros y atacar a los hombres, que casi fueron exterminados de no ser por la ayuda de Caranthir. Los sobrevivientes, conducidos por Haleth, abandonaron Thargelion y se dirigieron a Estolad. 
En la Dagor Bragollach, toda Thargelion fue devastada por las huestes de Glaurung, el lago Helevorn fue contaminado y los elfos Noldor debieron huir hacia el sur.
- Datos: Q987380